# Okryu-gwan

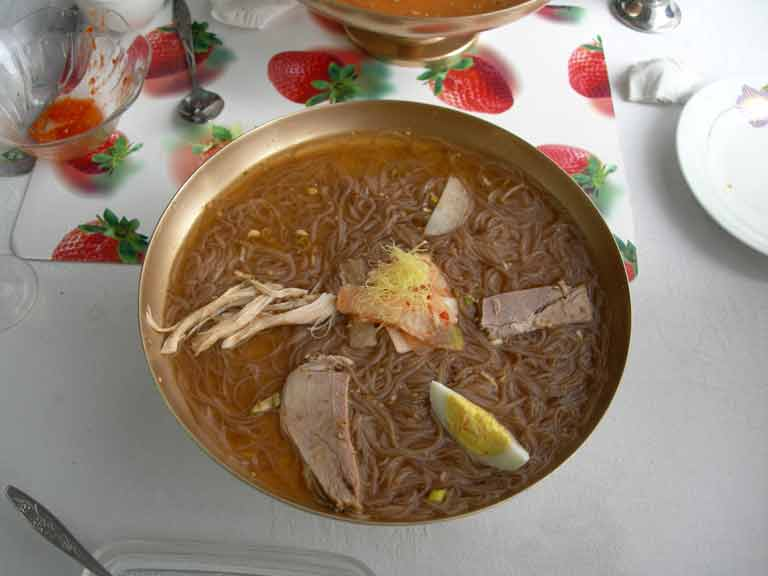
Un raengmyon (plat de nouilles froides) servi au Okryugwan

L'Okryugwan (en coréen : 옥류관 ; hanja : 玉流馆), ou Restaurant Okryu, est un restaurant fondé en 1960 et situé à Pyongyang, en Corée du Nord. Andreï Lankov, historien spécialiste de la Corée, le décrit comme l'un des deux restaurants (avec le Ch'ongryugwan) qui ont « forgé l'identité culinaire de Pyongyang » depuis les années 1980, ainsi que comme un « musée vivant de l'art culinaire ». Le chef du Okryugwan est Ra Suk-gyong.

## Bâtiment et situation
L'Okryugwan se trouve au bord du fleuve Taedong, entre la colline du Moranbong (en) et le pont d'Ongnyu (en). C'est un grand bâtiment qui peut accueillir jusqu'à 2 000 clients à la fois ; Lankov le décrit comme « un endroit majestueux réservé aux grands repas [...] comme il en existe dans beaucoup d'États communistes ». Le bâtiment se distingue par son architecture traditionnelle et par ses toits verts courbés. Il se compose d'une partie principale et de deux ailes, pour une surface totale de 12 000 mètres carrés. Les escaliers sont faits de granite provenant de Ryonggang, dans le sud du pays. D'après l'Agence centrale de presse nord-coréenne, le bâtiment a été rénové en 2008. 
Ahn Young-gi (ko) (안영기), qui a supervisé la conception et la construction du restaurant, a été envoyé en Corée du Sud pour une mission d'espionnage. Il y passe 38 ans en prison, avant d'être rapatrié dans son pays en 2000 avec 62 prisonniers victimes de lourdes peines. À son retour, il est accueilli en héros et reçoit les félicitations personnelles de Kim Jong-il à l'occasion de son 80e anniversaire en 2009.

## Cuisine
L'Okryugwan est connu pour ses raengmyon, une spécialité nord-coréenne de nouilles froides. Il propose également des soupes de muges accompagnées de riz cuit à la vapeur, du galbitang (en) (une soupe de côte de bœuf), des pancakes de haricots verts, du sinseollo (une soupe composée de viande, de poisson, de légumes, de pignons, de graines de Ginkgo biloba et de champignons), et, depuis 2010, des plats de tortue d'eau douce,. Le restaurant envoie régulièrement des équipes de recherche dans les campagnes du pays dans le but de récolter différents ingrédients de cuisine coréenne et d'établir de nouvelles recettes.

## Filiales à l'étranger
L'association Chongryon, chargée de représenter la diaspora coréenne vivant au Japon, a reçu l'autorisation d'ouvrir des filiales du restaurant Orkyu à l'étranger. Ainsi, l'Okryugwan possède des établissements en Chine, ce qui permet au gouvernement nord-coréen de s'ouvrir sur d'autres pays. Les restaurants Okryugwan sont donc très connus en Corée du Sud. Chaque restaurant doit verser entre 100 000 et 300 000 dollars à Pyongang chaque année, le montant exact de la transaction requise dépendant des conditions définies pour chaque établissement. Les restaurants Okryugwan lancent donc de grandes campagnes publicitaires, y compris dans les journaux destiné aux expatriés sud-coréens. Cependant, le gouvernement sud-coréen déconseille à ses citoyens de se rendre dans ces restaurants, les menaçant de répression pour violation de la loi de sécurité nationale.
Le premier restaurant Okryugwan de Chine ouvre en 2003 dans le quartier de Wangjing, à Pékin ; en 2010, ses recettes sont estimées à plus de 6 000 dollars américains par jour. Les serveuses de cet établissement sont toutes des anciennes élèves de l'université de commerce Jang Chol ou d'écoles de cuisine de Pyongyang. Un restaurant du nom d'Okryugwan existe également à Shanghai, mais n'est en rien rattaché à la firme nord-coréenne, puisqu'il est dirigé par des citoyens chinois d'origine coréenne. Le restaurant Okryugwan de Dubaï est situé dans le quartier de Deira, près de la tour horloge (en). Cette entreprise est partagée entre plusieurs actionnaires, dont l'homme d'affaires chinois Gavin Tang ainsi qu'un propriétaire local. Le restaurant est très apprécié par les expatriés japonais vivant à Dubaï,. Un restaurant Okryugwan existe également à Katmandou, au Népal, depuis le début de l'année 2011, bien qu'un autre restaurant nord-coréen de la ville, le Kumgangsan, a fermé ses portes ; son propriétaire s'est exilé en Inde, avant de repartir pour la Corée du Nord. Le groupe Okryugwan possède également des restaurants au Vietnam, en Thaïlande, au Cambodge, au Laos, en Mongolie et en Russie. En 1999, un restaurant du même nom est ouvert en Corée du Sud par Kim Young-baek, attirant l'attention de la presse du fait de sa possible appartenance au groupe nord-coréen. Toutefois, un porte-parole du restaurant Okryugwan de Pyongyang nie l'existence d'un lien entre le restaurant nord-coréen et l'établissement de Séoul, tandis que Kim Young-baek affirme n'avoir établi aucun contact avec Pyongyang, mais avoir demandé l'autorisation à l'association Chongryon,. Cependant, le restaurant de Corée du Sud affirme son rattachement au Orkyugwan de Pyongyang, notamment en employant un ancien chef du restaurant nord-coréen, en accrochant sur un de ses murs un tableau du bâtiment de Okryugwan réalisé par un artiste nord-coréen, en important du sarrasin de Corée du Nord, et en achetant des ustensiles et de la vaisselle au restaurant de Pyongyang,. Peu après leur ouverture, les restaurants Okryugwan sont contraints de refouler quotidiennement environ 3 000 clients par manque de place.

## Autre
Le restaurant Okryugwan est ouvert au public nord-coréen, mais pour y entrer, les clients doivent recevoir un ticket et une petite subvention de la part de leur employeur. Les étrangers se rendant au Okryugwan doivent rester dans des petites salles qui leur sont réservées. Les vétérans de la guerre de Corée qui vivent à Pyongyang ont droit à un plat de nouilles gratuit une fois par an, à l'occasion du jour de célébration de l'armistice de Panmunjeom, qui est férié en Corée du Nord. 